# Вербовщук, Иван Михайлович
Иван Михайлович Вербовщук (1928—2013) — советский передовик производства в сельском хозяйстве. Герой Социалистического Труда (1971).

## Биография
Родился 8 ноября 1928 года в селе Куприяновка Тонкерейского района Северо-Казахстанской области в многодетной крестьянской семье.
В 1930 году с семьей переехал в село Казаково Одесской области. С 1936 года работал в домашнем хозяйстве, а затем на подсобных и полевых работах в колхозе села Казаково.
С 1941 по 1944 годах проживал на временно оккупированной территории. С 1944 года после освобождения Одесской области от фашистских захватчиков окончил школу механизаторов и работал трактористом в Каторжинской машинно-тракторной станции.
С 1948 по 1951 год служил в рядах Советской Армии. С 1951 года после увольнения в запас  вновь работал трактористом, позже — бригадиром тракторной бригады колхоза «Украина», добиваясь наивысших результатов. Довёл урожайность на обрабатываемых бригадой полях до — 35 центнеров озимой пшеницы с гектара. Был участником ВДНХ СССР, в 1961 году был удостоен — Большой золотой медали ВДНХ.
8 апреля 1971 года Указом Президиума Верховного Совета СССР «за выдающиеся успехи, достигнутые в развитии сельскохозяйственного производства и выполнение пятилетнего плана продажи государству продуктов земледелия и животноводства» Иван Михайлович Вербовщук была удостоена звания Героя Социалистического Труда с вручением Ордена Ленина и золотой медали «Серп и Молот».
Продолжал работать в колхозе «Дружба народов» — бригадиром тракторной бригады бригадиром тракторной бригады и заведующим мастерскими. С 1979 по 1988 годы — заместитель председателя колхоза «Дружба народов».
В 1988 году вышел на пенсию, но продолжал работать в колхозе завхозом.
Жил в селе Петровское Великомихайловского района Одесской области Украина. Умер 18 апреля 2013 года.

## Награды
- Медаль «Серп и Молот» (8.04.1971)
- Орден Ленина (8.04.1971)
- Золотая медаль ВДНХ (1961)